# Haim-Synagoge

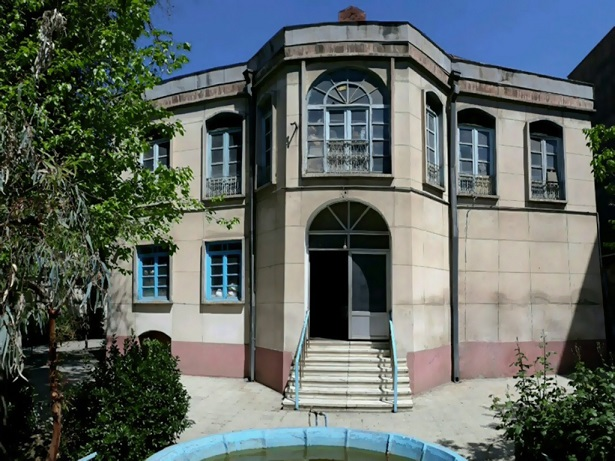
Haim-Synagoge in Teheran, 2017

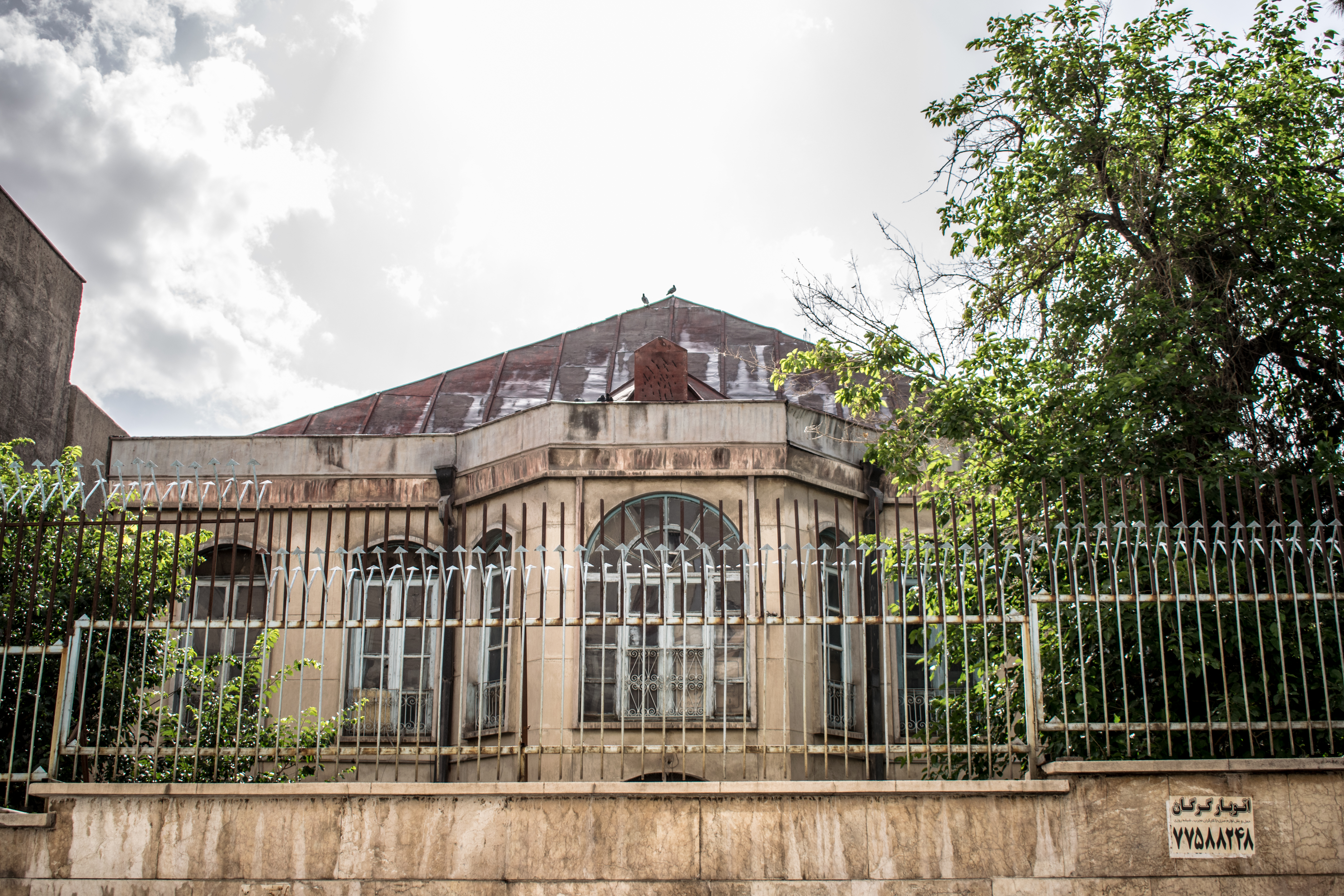
Straßenansicht der Haim-Synagoge, 2018

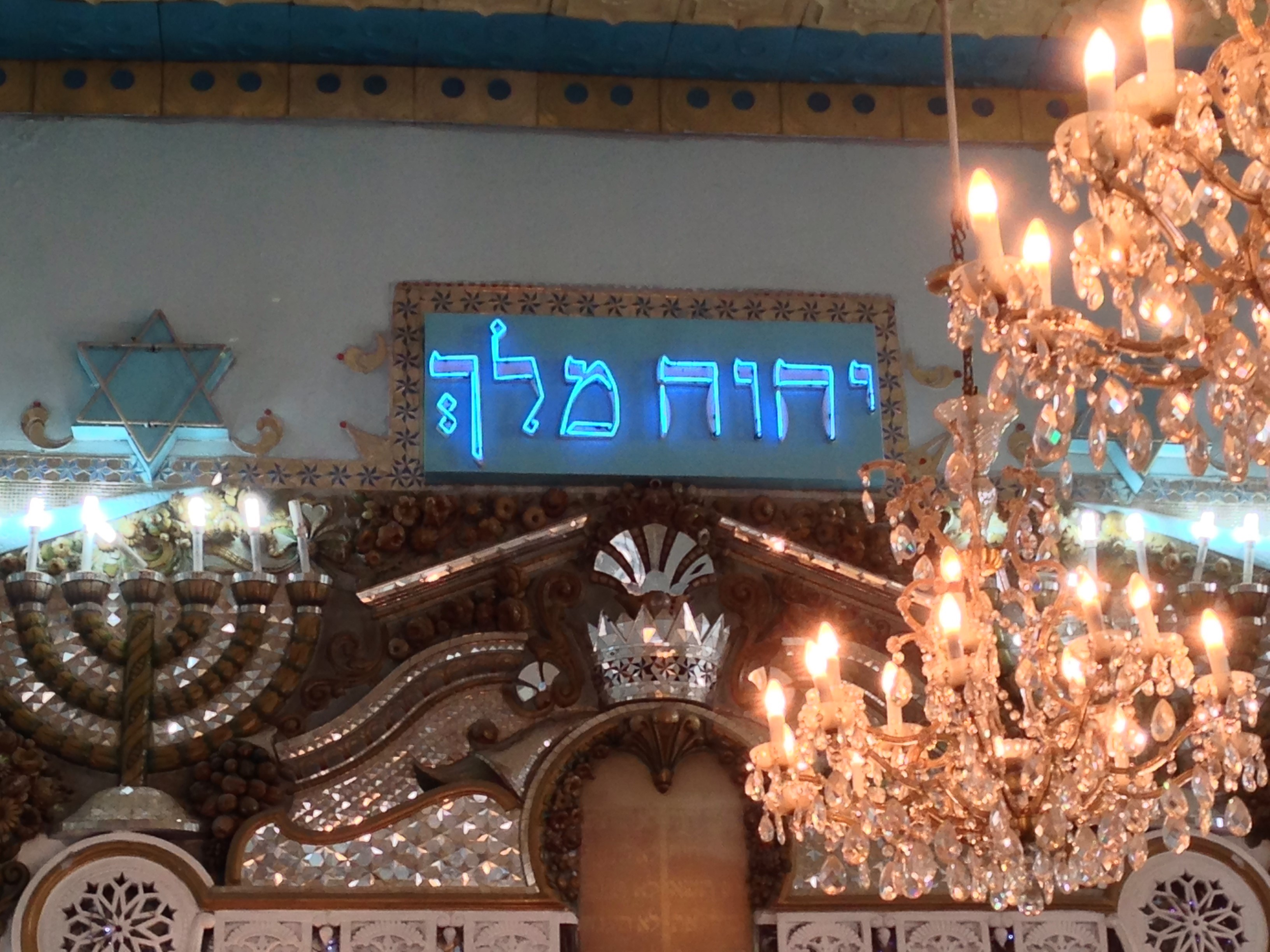
Bima der Haim-Synagoge, 2013

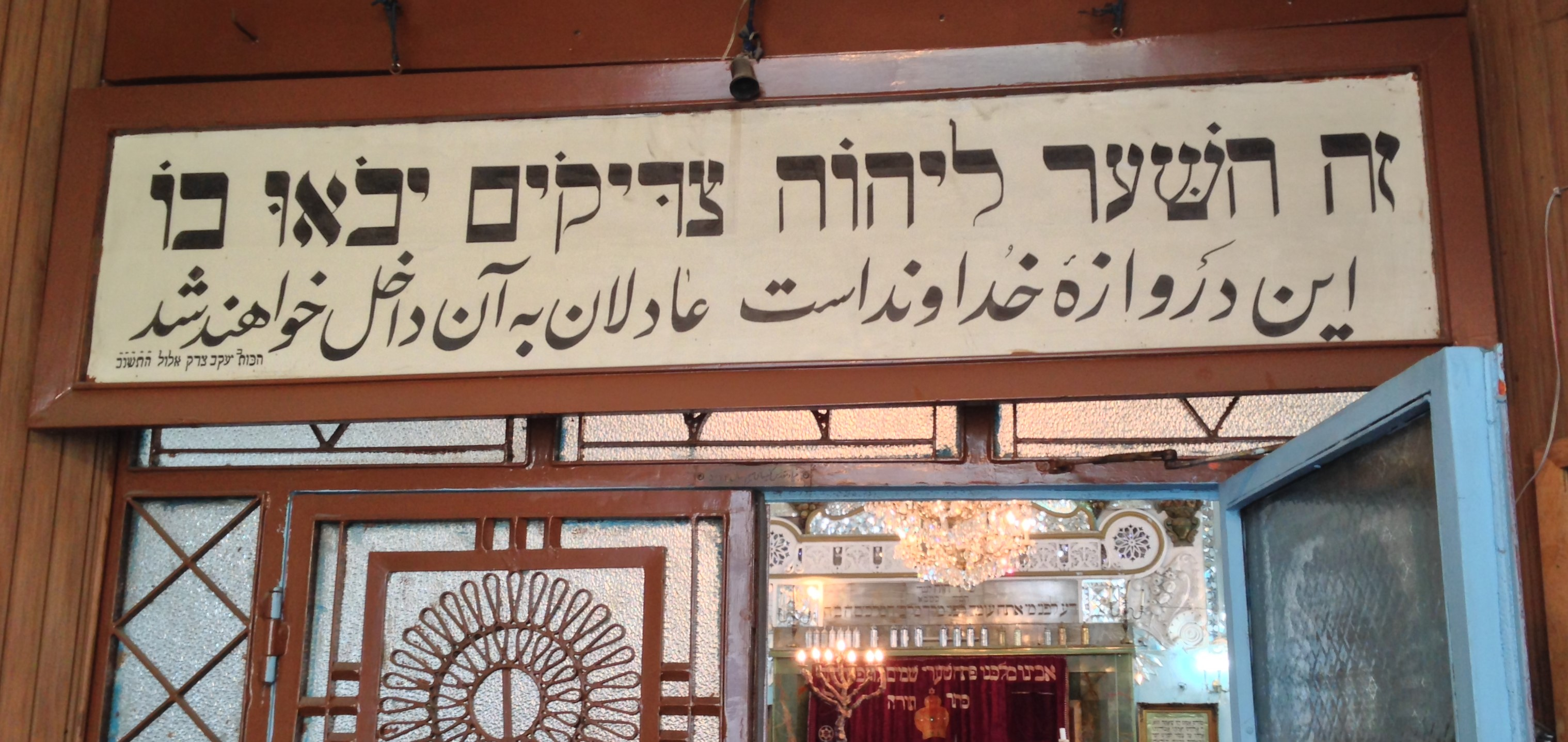

Die Haim-Synagoge (persisch کنیسای حییم, Kenisā-ye Hayim, hebräisch בית הכנסת חַיִּים) ist eine Synagoge in der iranischen Hauptstadt Teheran, die im Jahre 1913 eröffnet wurde. Sie ist die älteste Synagoge Teherans.

## Standort
Die Haim-Synagoge steht an der Südseite der Simi-Gasse etwa 80 m westlich der Straße des 30. Tir (21. Juli [1952], Siyeh-i Tir, ehemals Qavām-al-Saltaneh-Straße, خیابان قوامالسلطنه). In diesem Straßenabschnitt der Straße des 30. Tir befinden sich in der Nähe der Synagoge auch eine Moschee (Hazrat-Ibrahim-Khalilullah-Moschee, مسجد حضرت ابراهیم خلیلالله, etwa 150 m nordöstlich der Synagoge), eine evangelische Kirche (St. Peter, persisch کلیسای انجیلی آشوریان تهران oder kurz کلیسای پتروس, etwa 200 m südöstlich der Synagoge), eine armenische Kirche (Kirche der Heiligen Muttergottes, persisch کلیسای مریم مقدس, etwa 300 m nordöstlich der Synagoge, mit dem benachbarten Bischof-Artak-Manukyan-Museum) und ein Feuertempel mit angeschlossener zoroastrischer Schule (Firuz Bahram, مدرسه و آتشکده فیروز بهرام, etwa 300 m nordnordöstlich der Synagoge). Deswegen wurde diese Gegend auch als Ort der Begegnung zwischen den Religionen bezeichnet. Etwa 120 m nordöstlich der Synagoge befindet sich das Iranische Museum für Glas und Keramik.

## Geschichte
Die Haim-Synagoge wurde nach der Konstitutionellen Revolution 1913 in der Regierungszeit von Ahmad Schah Kadschar vom iranisch-jüdischen Schriftsteller und Sprachgelehrten Solayman Haïm als Bauherrn errichtet. Es handelte sich somit um die erste Synagoge im Stadtgebiet Teherans, denn vor der Konstitutionellen Revolution durften die iranischen Juden nur in ihren abgetrennten jüdischen Gebieten Synagogen bauen. Somit wurden die Juden erstmals im städtischen Raum präsent. In den folgenden Jahrzehnten wuchs die jüdische Gemeinde um die Synagoge herum. Während des Zweiten Weltkriegs kamen polnische Juden auf der Flucht vor den Nationalsozialisten hinzu. Die Polen bauten 1940 neben der Haim-Synagoge eine eigene Synagoge, die später in den Besitz der iranischen Juden überging.
In den 1950er Jahren diente die Haim-Synagoge als Unterkunft für jüdische Flüchtlinge aus dem Irak, die Iran als Zwischenstation bei ihrer Umsiedlung in den Staat Israel nutzten. Dies geschah im Rahmen der israelischen Evakuierungs-Operation Esra und Nehemia.

## Architektur
Der Eingang der Haim-Synagoge hat sieben Stufen, die zum Vestibül führen, welches das Heiligtum vom öffentlichen Bereich trennt. Über dem Portal steht in hebräischer und persischer Sprache: „Dies ist das Tor zum HERRN, Gerechte dürfen hineingehn.“ (Ps 118,20 ). Die Halle der Synagoge hat einen rechteckigen Grundriss und ist west-östlich ausgerichtet. Die Torarollen befinden sich an der Westseite der Synagoge und sind mit einem karminroten Vorhang geschmückt, der vom jüdischen Parlamentsvertreter 1957 gestiftet wurde. Die Decke ist ein regelmäßiges Achteck gemäß der kadscharischen Architektur. Die 60 Frauenplätze befinden sich in einem Zwischengeschoss im Ostteil. Die 141 Männerplätze sind einem Bereich mit Teppichen westlich des Vestibüls. Das Untergeschoss hat einen Wasserbehälter und Lagerräume.